# یواس‌اس کاکتوس (۱۸۶۳)
یواس‌اس کاکتوس (۱۸۶۳) (به انگلیسی: USS Cactus (1863)) یک کشتی بود که طول آن ۱۱۰ فوت (۳۴ متر) بود. این کشتی در سال ۱۸۶۳ ساخته شد.